# اكوافيد
اكوافيد الاتحاد الدولي للمؤسسات الخاصة للإمداد بالمياه، وهي مجموعة مناصرة دولية تهدف إلى ربط المنظمات الدولية بمزودي خدمات المياه والصرف الصحي.
تم انشاءها في عام 2005، منظمة أكوافيد هو الاتحاد الدولي للمؤسسات الخاصة للإمداد بالمياه.
تقع في باريس ومكتب الاتصال في بروكسل، ويمثل أكثر من 400 شركة خاصة تعمل في مجال تقديم خدمات المياه والصرف الصحي في أكثر من 40 دول حول العالم.

## بيانات المهمة
تهدف منظمة أكوافيد إلى:
- تساهم المنظمة في ابتكار عالم أفضل من خلال مشاركة خبرة المشغلين الخاصين مع المنظمات الدولية والسلطات العامة والمجتمع المدني أيضا
- ان تكون القناة بين مقدمي خدمات المياه والصرف الصحي وأصحاب المصلحة الدولية
- تعزيز خيار مشاركة القطاع الخاص في إدارة المياه والصرف الصحي كحل يمكن للسلطات العامة اختياره

يهدف الاجراء الرئيسي لمنظمة أكوافيد إلى ربط مشغلي المياه الخاصة مع جميع أصحاب المصلحة المنخرطين على المستوى الدولي بشأن خدمات المياه والتحديات:
- المنظمات الدولية
- السلطات العامة
- المجتمع المدني (باحثون، أكاديميون، خبراء، منظمات غير حكومية، صحفيون..الخ)
- الدفاع عن فوائد الشراكات بين القطاعين العام والخاص كخيار قي إدارة المياه والصرف الصحي للسلطات العامة والمستهلكين اعتمادا على السياق المحلي
- تحسين في صناعة المياه وحل المشكلات: قامت منظمة أكوافيد في مشاركة خبرة مشغلي القطاع الخاص وتعمل مع المجتمع الدولي لتحديد الحلول لمعالجة قضايا المياه في العالم
- تقديم المعلومات والمشورة: يهدف مصدرا موثوقا للمعلومات حول مساهمات المشغلين الخاصين لجميع أصحاب المصلحة المهتمين بخدمات المياه والصرف الصحي

## الجمعيات
يعتبر الأكوافيد عضو في مجلس المياه العالمي المياه العالمي، وهو شريك في لجنة الأمم المتحدة المعنية بالموارد المائية،"
```
وعضو مؤسس في شبكة سلامة المياه.
[
2
]
```

من بين أمور أخرى
ساهمت الأكوافيد في عام 2008 في تقرير الفساد العالمي الذي ركز على الفساد في قطاع المياه

## الأعضاء
اعتبروا من أبريل 2016 ان الاتحاد يمثل أكثر من 400 شركة في 40 دولة حول العالم
وقد شمل الاكوافيد أعضاء:
- ABCON – الجمعية الالوطنية البرازيلية لمزودي المياه والصرف الصحي[6]
- AFEB- الجمعية الاتحادية لمديري شبكات المياه الخاصة في بنين
- ANDESS- جمعية الأعمال الوطنية للخدمات الصحية[7]
- APROVAK- جمعية الامداد بالمياه والصرف الصحي[8]
- APWO- الرابطة الأوغندية لمشغلي المياه الخاصة[9]
- FP2E (Fédération Professionnelle des Entreprises de l’Eau), France
- NWAC- الرابطة الوطنية لشركات المياه في الولايات المتحدة[10]
- Abgar- شركة برشلونة العامة للمياه
- LYDEC
- أودربرجت Ambiental
- PT PAM Lyonnaise Jaya (PALYJA)
- SENEGALAISE DES EAUX  [لغات أخرى]‏
- Remondis
- السويس
- Macao Water Company
- فيوليا
- Vergnet Hydro

## مبادرات قابلة للمقارنة
- مجلس المياه العالمي
- مجلس الاعمال العالمي للتنمية المستدامة (WBCSD)
- غرفة التجار الدولية (ICC)
- العمل التجاري للمياه[11]
- اطلقت مبادرة المياه في 2005 للمنتدى الاقتصادي العالمي
- الرابطة الدولية للمياه الخاصة (IPWA)[12]

## الروابط الخارجية
- http://www.aquafed.org/